# Veinau

Das Wappen derer von Veinau zeigt nach J. Siebmacher: Deß Neüen Wappenbuchs Fünffter und Letzter Theil..., Nürnberg (Paulus Fürst) o. J. (um 1657), T. 258.

Das Wappen derer von Veinau Wappenzeichnung aus einer Haller Chronik, 1600

Veinau  ist ein Weiler des Stadtteils Tüngental von Schwäbisch Hall im gleichnamigen Landkreis im Nordosten Baden-Württembergs.

## Name
Im regionalen Dialekt wird der Ort Veinich [ˈfəɪˌnɪç] genannt.

## Geographie
Veinau liegt etwa viereinhalb Kilometer nordöstlich der Stadtmitte von Hall auf der hügeligen Haller Ebene, größtenteils auf dem niedrigen linken Hang der hier in noch flacher Mulde westwärts laufenden Ölklinge, die wenig danach in ihr bewaldetes Schluchttal eintritt, worin sie sich mit dem Diebach vereint, der dann bald nordwärts in den mittleren Kocher mündet. Allein einige Häuser und Stallungen am und vor dem südlichen Weilerrand entwässern südwärts zum Otterbach.
Der recht ländlich wirkende Ort mit weniger als vier Dutzend Hausnummern, darunter etlichen schon von länger her größeren Höfen mit landwirtschaftlichen Nebengebäuden, zieht sich auf beiden Seiten einer dem kleinen Bachlauf in etwas Abstand parallelen Straße entlang und ist ringsum von freier Flur umgeben, in der große Äcker das Bild bestimmen. Wald gibt es nur als Schluchtwald der etwa 400 Meter nordwestlich des Ortsrandes einsetzenden schmalen Ölklinge sowie in Gestalt einer Forstinsel Gemeindewald etwa ebensoweit östlich des dortigen Siedlungsrandes.
Veinau wird im Westen von der L 2218 Schwäbisch Hall – Crailsheim berührt, Alttrasse der Bundesstraße 14, die auch heute noch für den Verkehr im Kreis von erheblicher Bedeutung ist. Von dieser zweigt dort die Dorfachse der K 2572 ostwärts ab, die den Weiler mit Tüngental verbindet. Eine kleine Straße von nur örtlicher Bedeutung führt nordostwärts in den benachbarten Weiler Ramsbach, eine weitere südwärts nach Altenhausen.

## Geschichte
Eine Burg derer von Veinau ist im 13. und 14. Jahrhundert im „Streitbusch“ belegt. Das Wappen derer von Veinau zeigt auf dem silbernen Schild einen grünen Balken und oben zwei, unten eine rote Rose; als Helmzier ein silberner Schwan; die Helmdecken sind außen silbern und innen rot.
1972 wurde der Ort gemeinsam mit Tüngental und den anderen diesem zugehörigen Weilern Altenhausen, Otterbach, Ramsbach und Wolpertsdorf nach Schwäbisch Hall eingemeindet.